# О’Коннор, Патрик
Патрик О’Коннор (англ. Padraig O'Connor; род. 1952, Атлон) — ирландский футболист 1970-х и 1980-х годов.

## Биография
Патрик происходит из футбольной семьи, его братья Торла и Майкл О’Конноры также стали футболистами.
Играл за «Богемианс» с 1973 по 1978 год, завоевал два чемпионских титула, сыграл 147 матчей и забил 11 мячей. Он также сыграл 14 матчей и забил один гол в Кубке Европейских чемпионов. В 1979 году он перешёл в «Атлон Таун». В сезоне 1980/81 О’Коннор выиграл награду Футболист года в Ирландии, став первым её лауреатом. О’Коннор покинул клуб в мае 1985 года вместе с Томом Конвеем.
В 1987 году он вернулся в «Атлон Таун», став играющим тренером клуба. А в сезоне 1989/90 он вернулся в «Богемианс», где также совмещал игровую карьеру с тренерской после ухода Билли Янга.
В 2009 году он стал тренером по гэльскому футболу, руководил юниорской командой «На Фианна» (игроки не старше 15 лет).